# Ladera Heights
Ladera Heights és una concentració de població designada pel cens dels Estats Units a l'estat de Califòrnia. Segons el cens del 2000 tenia 6.568 habitants.

## Demografia
Segons el cens del 2000, Ladera Heights tenia 6.568 habitants, 2.691 habitatges, i 1.883 famílies. La densitat de població era de 862,6 habitants/km².
Dels 2.691 habitatges en un 26,5% hi vivien nens de menys de 18 anys, en un 51% hi vivien parelles casades, en un 15,7% dones solteres, i en un 30% no eren unitats familiars. En el 24,8% dels habitatges hi vivien persones soles el 9,1% de les quals corresponia a persones de 65 anys o més que vivien soles. El nombre mitjà de persones vivint en cada habitatge era de 2,44 i el nombre mitjà de persones que vivien en cada família era de 2,89.
Per edats la població es repartia de la següent manera: un 20,7% tenia menys de 18 anys, un 5,4% entre 18 i 24, un 24,5% entre 25 i 44, un 29,8% de 45 a 60 i un 19,5% 65 anys o més.
L'edat mediana era de 44 anys. Per cada 100 dones de 18 o més anys hi havia 77,7 homes.
La renda mediana per habitatge era de 90.233 $ i la renda mediana per família de 103.174 $. Els homes tenien una renda mediana de 64.643 $ mentre que les dones 52.750 $. La renda per capita de la població era de 47.798 $. Entorn de l'1,1% de les famílies i el 3,7% de la població estaven per davall del llindar de pobresa.

## Poblacions més properes
El següent diagrama mostra les poblacions més properes.